# Сірша Ронан
Сірша Уна Ронан (англ. Saoirse Ronan 'Saoirse Una Ronan [ˈsɜrʃə ˈuːnə ˈroʊnən]; (нар. 12 квітня 1994) — ірландська й американська акторка, модель, феміністка та благодійниця. У першу чергу відома ролями в підліткових драмах, удостоєна численних нагород, включаючи Золотий глобус, номінації на чотири «Оскари», п'ять премій Британської кіноакадемії (BAFTA) та чотири Гільдії кіноакторів. Найвідомішими є її фільми у співпраці з Ґретою Ґервіґ — Леді-Птаха та Маленькі жінки (2019).
Ронан дебютувала у 2003 році в ірландському медичному драматичному серіалі «Клініка» (не плутати з американською версією «Клініки»), а головним проривом стала роль молодої Брайоні Талліс у фільмі «Спокута» 2007 року, що принесла їй номінацію на премію «Оскар» за найкращу жіночу роль другого плану. З цим 13-річна Ронан стала сьомою наймолодшою номінанткою у цій категорії на той час. Далі були головні ролі у фільмі «Милі кості» (2009) та вбивці-підлітки у фільмі «Ханна. Ідеальна зброя» (2011). У 2014 Ронан виконала роль пекарки Агати у фільмі Готель „Ґранд Будапешт“ Веса Андерсона.
Сірша Ронан отримала визнання критики та другу номінацію на «Оскар» за найкращу жіночу роль головною роллю у фільмі 2015 року «Бруклін». Він розгортається у 1950-х, Ронан втілила ірландську іммігрантку, що переїжджає до Нью-Йорка, але тужить за домівкою. У 21 рік Ронан стала восьмою наймолодшою номінанткою на найкращу жіночу роль. Пізніше вона зобразила старшокласницю у фільмі «Леді-Птаха» Ґрети Ґервіґ у 2017 та Джо Марч у «Маленьких жінках» у 2019 році за однойменним романом Луїзи Мей Елкотт. За ці роботи вона була номінована на «Оскар» за найкращу жіночу роль та виграла «Золотий глобус» у номінації за «Найкращу жіночу роль — кінокомедія чи мюзикл» за роль у фільмі «Леді-Птаха».
На сцені театру Ронан втілила Ебігейл Вільямс у бродвейському відродженні фільму «Суворе випробування», що побачило світ у 2016 році. У тому ж році вона була представлена Forbes у їх двох списках «30 до 30 років» та «Списку лідерів наступного покоління». У 2020 році The New York Times віддала їй десяту позицію у списку найвеличніших акторів двадцять першого століття.

## Раннє життя
Сірша Уна Ронан народилася 12 квітня 1994 року в Бронксі, Нью-Йорк, у сім'ї Моніки (до шлюбу Бреннан) та Пола Ронана, обоє були з Дубліна. ЇЇ ім'я ірландською означає «свобода». Батько працював на будівництві та в барі, ще до того, як почав навчатися мистецтву актора в Нью-Йорку, а мати працювала нянею, а також знімалася у фільмах у дитинстві. Її батьки спочатку були нелегальними іммігрантами, які покинули Ірландію внаслідок рецесії 1980-х. Сім'я переїхала назад до Дубліна, коли Сірші було всього три. Недовго її виховували у селищі Ардаттін, графство Карлоу, де вона відвідувала Національну школу Ардаттіна. Пізніше батьки навчали її вдома приватно. У ранньому підлітковому віці вона з батьками знову жила в Дубліні, у приморському селі Гоут. Сіршу виховували католичкою, але, за її словами, вона ставила під сумнів свою віру навіть у дитинстві.

## Кар'єра

### 2003—2009: «Спокута» та ранні роботи
Ронан дебютувала на екрані на ірландському національному мовнику RTÉ (Raidió Teilifís Éireann) у медичному драматичному серіалі 2003 року «Клініка», а потім з'явилася в мінісеріалі «Доказ». Водночас пробувалася на роль Луни Лавґуд у фільмі «Гаррі Поттер та Орден Фенікса».
Першим фільмом Сірші Ронан стала романтична комедія Емі Гекерлінг «Я ніколи не буду твоєю», відзнята ще у 2005 році. Фільм вийшов у кінотеатрах на кількох міжнародних ринках у 2007 році. У США фільм вийшов одразу на відеоносіях у 2008, після того, як він намагався залучити фінансування, але кілька угод розпалися під час постпродукції. У фільмі Ронан втілила дочку персонажки Мішель Пфайффер, а Пол Радд знявся в ролі її любовного інтересу. Джо Лейдон з Variety назвав фільм «відчайдушно невтішним», але вважав взаємодію між персонажками Ронан та Пфайффер однією з головних подій фільму.

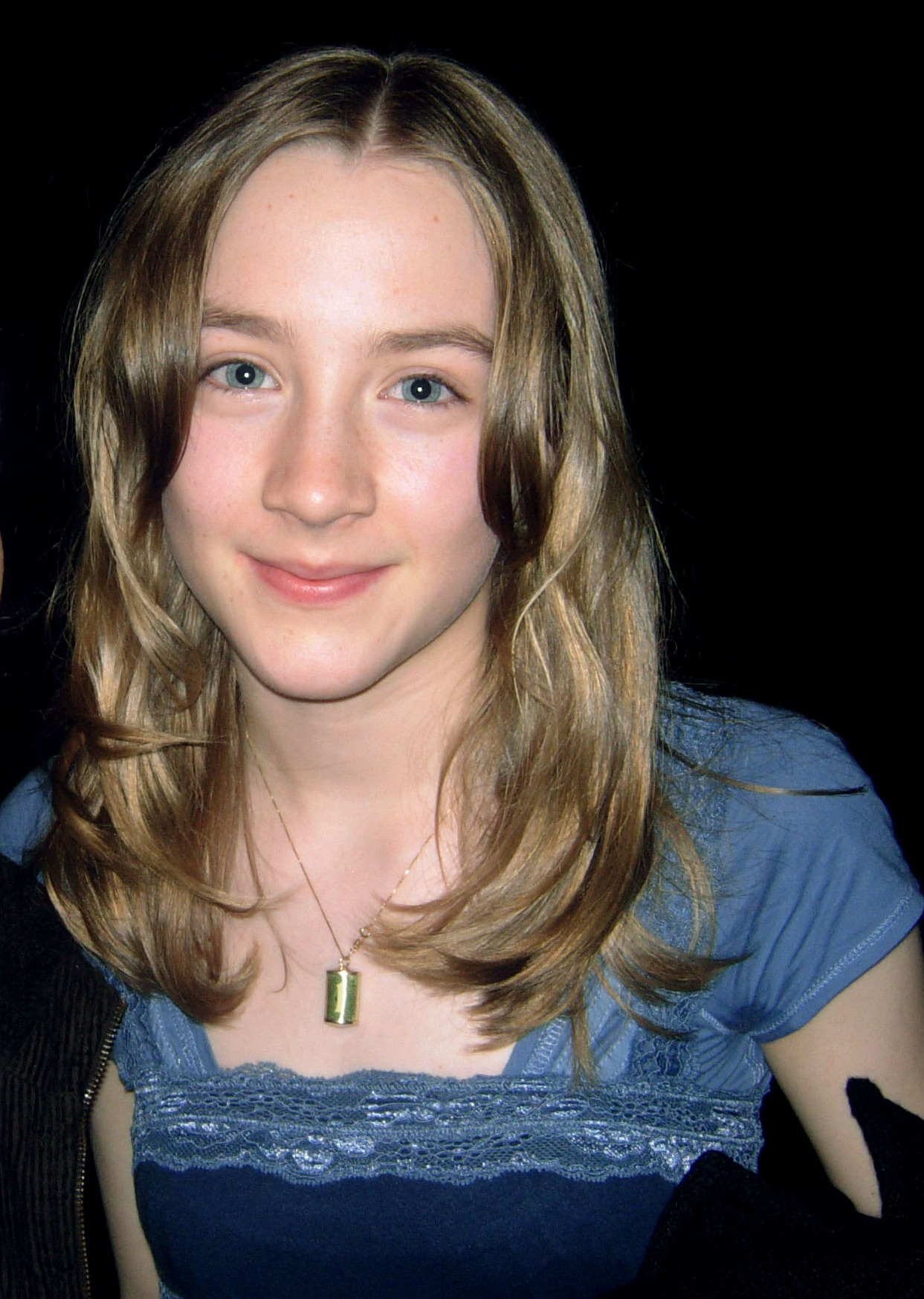
Сірша Ронан у 2008 році

У 12 років Ронан взяла участь у кастингу на роль в екранізації 2007 року режисера Джо Райта роману «Спокута» Єна Мак'юена. Вона пройшла кастинг і виконала роль Брайоні Талліс, 13-річної письменниці-початківиці, яка впливає на кілька життів, звинувачуючи коханого її сестри у злочині, якого він не вчиняв. У фільмі вона працювала з Кірою Найтлі та Джеймсом Мак-Евоєм. Фільм окупився у світовому прокаті. Тай Барр із «The Boston Globe» назвав Ронан «чудовою [та] ексцентричною», а Крістофер Орр із «The Atlantic» писав, що вона «диво, елегантно поєднуючи в собі самозакоханість і невпевненість». Ронан була номінована на премію Британської кіноакадемії (BAFTA), премію «Золотий глобус» і премію «Оскар» за найкращу жіночу роль другого плану, ставши сьомою наймолодшою кандидаткою у цій категорії.
Далі Ронан зіграла дочку збіднілої екстрасенса (Кетрін Зета-Джонс) у надприродному трилері «Смертельний номер» 2007 року, та знялася у художньому фантастичному фільмі «Місто Ембер» 2008 року у ролі Ліни Мейфліт — героїчної підлітки, що мусить врятувати жителів підземного міста. Обидва фільми отримали неоднозначний прийом критики та зазнали невдач у прокаті. В огляді другого фільму критик Стівен Голден взяв до відома, як у ньому змарнували таланти Ронан.
У 2009 році Ронан знялася з Рейчел Вайс, Марком Волбергом, Сьюзен Серендон та Стенлі Туччі у драматичному фільмі Пітера Джексона «Милі кості» — адаптації однойменної книги Еліс Сіболд. Зіграла 14-річну Сьюзі Селмон, яка після свого зґвалтування та вбивства спостерігає з того світу, як її сім'я намагається продовжувати своє життя, поки вона прагне помсти. Ронан та її сім'я спочатку вагалися щодо участі через тематику ролі, але погодилися, коли Джексон запевнив їх, що у фільмі не будуть представлені безпричинні сцени зґвалтування та вбивства. Рецензії були критичні до фільму. Хоча Річард Корлісс з журналу Time вважав, що "Сірша успішно показала моторошну історію з «величезним притяганням і благодаттю». Пізніше він назве це третім найкращим виступом у році. Сухдев Сандху з Daily Telegraph вважав, що Ронан є єдиним позитивним аспектом фільму, написавши, що вона «одночасно грайлива й урочиста, молода, але стара не на свої роки». Фільм провалився у касових зборах, але приніс Сірші Ронан премію Британської кіноакадемії (BAFTA) за найкращу жіночу роль у номінації на головну роль.

### 2010—2014. Висхідна зірка
У військовій драмі Пітера Віра «Шлях додому» (2010) Ронан виконала другорядну роль Ірени, польської сироти під час Другої світової війни. Джим Стерджес, Колін Фаррелл та Ед Гарріс знімалися з нею в Болгарії, Індії та Марокко.
Наступного року Ронан втілила головну героїню бойовика «Ханна. Ідеальна зброя» про 15-річну дівчину, яка виросла в арктичній пустелі, навчена бути вбивцею. У фільмі взяли участь Ерік Бана як батько Ганни та Кейт Бланшетт як негативна агентка ЦРУ. Ронан сама виконувала власні трюки й, готуючись до ролі, кілька місяців тренувалась у бойових мистецтвах, битві на палицях та ножах. Її робота у фільмі отримала високу оцінку критики. У огляді для Rolling Stone Пітер Треверс назвав фільм «сюрреалістичною байкою крові й жалю» і відмітив Ронан як «дієву чарівницю». Пізніше Ронан озвучила головну роль у дубльованій англійській версії японського аніме-фільму «Позичайка Аріетті». У 16 років Ронан запросили в Академію кінематографічних мистецтв і наук.

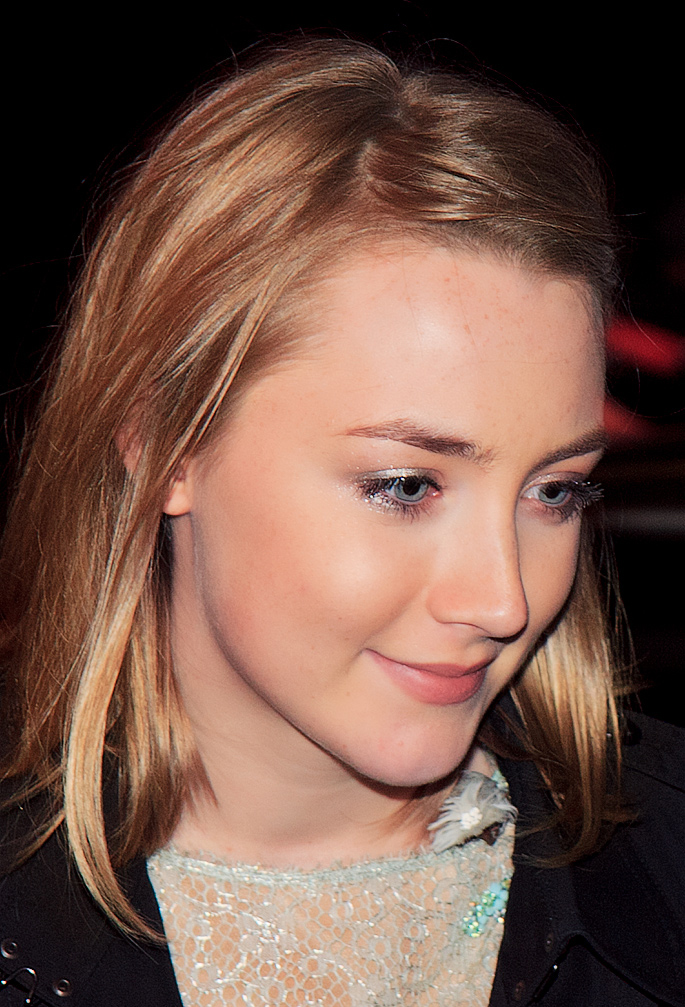
Ронан на прем'єрі фільму «Вайолет і Дейзі» (2011) на Міжнародному кінофестивалі в Торонто

У 2011 році Ронан взяла участь у просуванні програми Фонду збереження архівів Ірландського інституту кіно, у рамках якої її образ було змонтовано у популярних ірландських фільмах минулого, а також у документальних кадрах. Сірша Ронан і Алексіс Бледел зіграли вбивць у бойовику Джеффрі Флетчера «Вайолет і Дейзі» у 2011 році. Ерік Голдман з IGN порівняв фільм з роботами Квентіна Тарантіно та прокоментував, що здібності Ронан перевершили матеріал. Пітер Джексон звернувся до Ронан, щоб вона зіграла ельфійку Тауріель у серії фільмів «Хоббіт», але вона відмовилася від проєкту через свій завантажений графік. Натомість її привернув фільм жахів «Візантія» 2012 року режисера Ніла Джордана, оскільки проєкт «темний, готичний та вивернутий», він дав їй можливість зіграти більш складну та зрілу персонажку. У фільмі Джемма Артертон грала її матір-вампірку. Пишучи для Radio Times, критик Алан Джонс заявив, що фільм є «загадковою казкою, яка використовує вампірів як призму для коментування людства», і писав, що Артертон і Ронан «сяють» у ньому. Ронан також удостоєна нагороди Морін О'Гари на кінофестивалі в Керрі у 2012 році, нагорода присуджується жінкам, які досягли успіху у кіно.
У 2013 році акторка взяла участь в екранізації роману Стефані Маєр «Господиня» (в українському прокаті «Гостя»). У фільмі Ронан грає подвійну роль: бунтарки Мелані Страйдер та Мандрівниці — інопланетної паразитки. Критиці не сподобався фільм; Манола Даргіс назвала його «нахабною комбінацією неоригінальних науково-фантастичних тем [і] янг едалт», але зазначила «потойбічний аспект присутності [Ронан] на екрані, частково завдяки її нерухомості та власній напівпрозорості очей, що може показувати серйозну інтенсивність або повну відстороненість».
У тому ж 2013 році вийшла драма Кевіна Макдональда «Як я тепер кохаю», адаптація однойменного роману Мег Розофф, у якій Ронан зіграла американську підлітку, яку відправили на віддалену ферму у Великій Британії перед початком вигаданої третьої світової війни. Фільм заробив скромну суму у прокаті.
Також того року Ронан озвучила колишню буфетницю Талію в анімаційному фільмі «Джастін і лицарі доблесті».
У 2014 році вийшло два фільми з Ронан з дуже різною критикою — «Готель „Ґранд Будапешт“» від Веса Андерсона та режисерський дебют Раяна Ґослінґа «Як спіймати монстра». У першому, трагікомедійному фільмі, де головні ролі були у Рейфа Файнза і Тоні Револорі, Ронан виконала роль пекарки та співучасниці головних героїв. Це був перший проєкт, у якому вона знялася без батьків, які завжди супроводжували її на знімальному майданчику. Фільм заробив понад 174 мільйони доларів при бюджеті 25 мільйонів, і ВВС оцінив його як один з найкращих фільмів століття. У сюрреалістичному фантастичному фільмі «Як упіймати монстра» Ронан зіграла загадкову молоду дівчину Щур, яка володіє домашнім щуром; Джеффрі Макнеб із газети The Independent назвав фільм «дико поблажливим романом», але високо оцінив «жорсткий, але вразливий» образ Ронан.

### 2015—2020: визнання

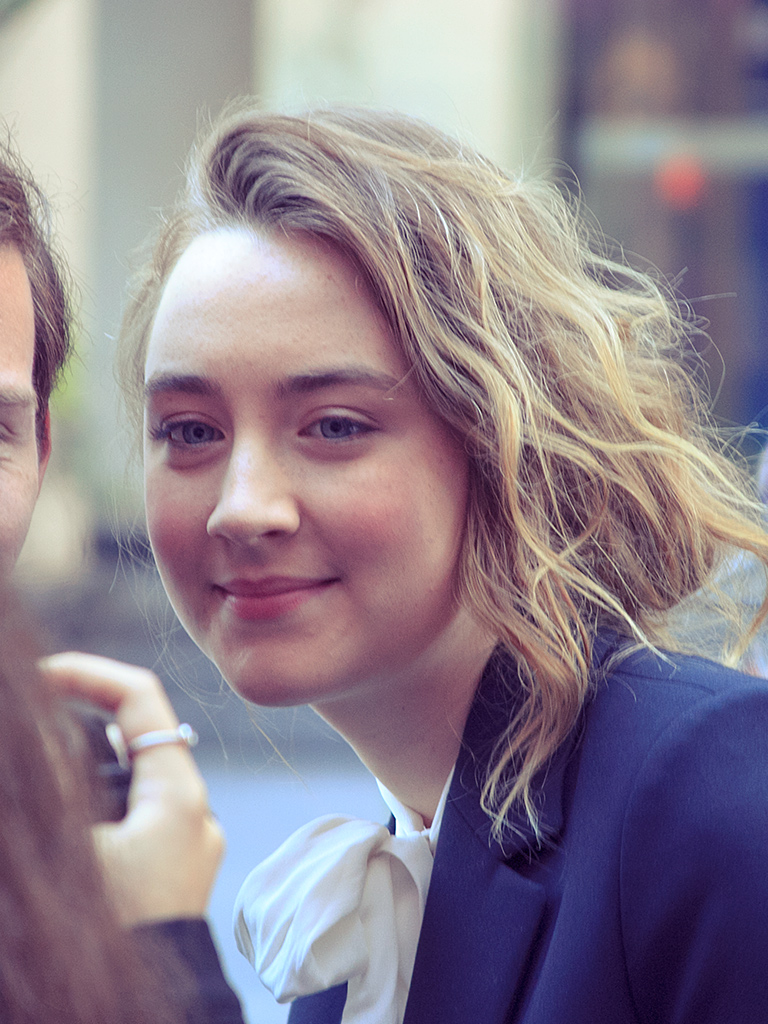
Сірша Ронан на показі фільму"Бруклін" (2015) на Міжнародному кінофестивалі в Торонто

Після роботи у фільмі «Стокгольм, Пенсильванія» (2015) — психологічному трилері про стокгольмський синдром, Ронан зіграла у драмі «Бруклін» головну роль Елліс Лейсі, молодої ірландки, що в 1950-х переїжджає до Нью-Йорка, але тужить за домівкою. Режисером виступив Джон Кровлі. Фільм заснований на однойменному романі Колма Тойбіна. Ронан вважала, що кілька аспектів розвитку її характеру відображають її власні. Фільм та роботу Ронан у ньому критика сприйняла позитивно; Пітер Бредшоу з The Guardian вважав це «душевним і захоплюючим фільмом» і написав, що «спокійна врівноваженість Ронан захоплює майже кожну сцену і кожен кадр». Акторка отримала номінації на премію «Оскар» за найкращу жіночу роль та «Золотий глобус» за найкращу жіночу роль у драмі, ставши восьмою наймолодшою номінанткою на найкращу жіночу роль.
У 2016 році Ронан на деякий час переїхала до Нью-Йорка, щоб почати репетиції дебюту у бродвейському відродженні фільму «Суворе випробування». Вона взяла роль Ебігейл Вільямс, маніпулятивної служниці, відповідальної за смерть 150 людей, звинувачених у чаклунстві. Під час підготовки вона прочитала книгу Стейсі Шифф «Відьми: Салем, 1692» і тісно співпрацювала з режисером вистави Іво ван Говом, щоб змусити аудиторію співчувати її лиходійській персонажці. Замість того, щоб покладатися на попередні образи своєї героїні, Ронан зіграла її як «більше жертву, ніж ката». Пишучи для The Hollywood Reporter, Девід Руні вважав Ронан «крижаною і панівною».
У 2017 році виходить біографічна анімаційна драма «З любов'ю, Вінсент», де Ронан озвучила Маргеріт Ґаше, а також знялася з Біллі Гоулом у ролі стурбованих молодят під час медового місяця у фільмі «На березі», екранізації роману Ієна Мак'юена. У огляді цього фільму Кейт Ербланд з IndieWire заявила, що Ронан у ньому була «недостатньо використана», і що її виступ був затьмарений виступом Гоула. 
У феміністичному фільмі Ґрети Ґервіґ «Леді-Птаха» Ронан виконала головну роль — Крістін «Леді-Птахи» Макферсон. Картина входить до числа найкраще рецензованих фільмів усіх часів на сайті Rotten Tomatoes. Вважаючи виступ Ронан одним з найкращих за рік, Ентоні Скотт з The New York Times писав: «Ронан орієнтується в кожному з'їзді в історії Леді-Птахи з дивовижним поєднанням впевненості в собі та відкриттями. Вона така ж спонтанна і непередбачувана, як справжній 17-річний підліток, що свідчить про загалом приголомшливий рівень акторської майстерності». За цю роботу акторка удостоєна премії «Золотий глобус» за найкращу жіночу роль — комедія або мюзикл; та номінована на Оскар, премію Британської кіноакадемії (BAFTA) та премію Гільдії кіноакторів США за найкращу жіночу роль.

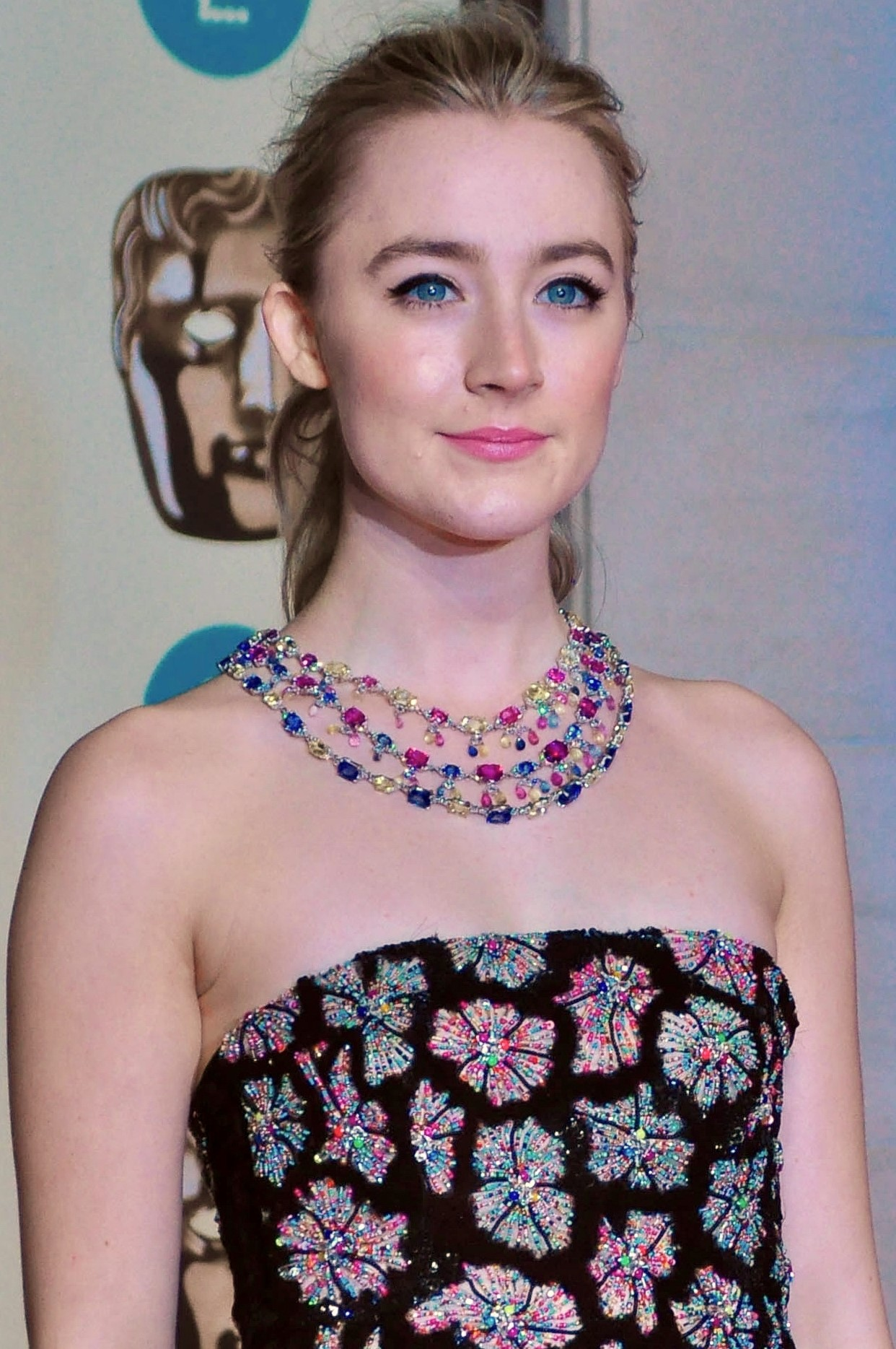
На церемонії BAFTA, 2016

Сірша Ронан була гостею епізоду Saturday Night Live від 2 грудня 2017 року, у якому один із її етюдів розкритикували ЗМІ за стереотипне зображення ірландців, та знялася у музичному відео на пісню Еда Ширана «Galway Girl». У наступному році знялася в адаптації п'єси Антона Чехова «Чайка», в якому зіграла Ніну, акторку на початку кар'єри. Потім знялася у ролі Марії Стюарт у драмі «Марія — королева Шотландії» з Марго Роббі, яка зіграла Єлизавету I.
Дізнавшись про майбутню екранізацію роману Луїзи Мей Елкотт «Маленькі жінки», за сценарієм та режисурою Ґрети Ґервіґ, Ронан виявила бажання зіграти Джо Марч — амбіційну авторку в епоху громадянської війни в Америці. Під час підготовки вона прочитала книгу про Луїзу Мей Елкотт та її матір; акторський склад репетирував сценарій два тижні, зйомки проходили у місті Конкорд, Массачусетс. Фільм побачив світ у 2019 році та отримав визнанням критики. Річард Лоусон із Vanity Fair взяв до уваги, наскільки добре Ронан зобразила персонажку «у всій її суперечливій лояльності, боротьбі між сімейним благополуччям та її власним прагненням до чогось більшого». Фільм заробив понад 218 мільйонів доларів, ставши найкасовішим у фільмографії Ронан. Після цього фільму вона отримала номінації на Оскар, BAFTA та «Золотий глобус» за найкращу головну жіночу роль. У 25 років місяців Ронан стала другою наймолодшою акторкою, яка отримала чотири номінації на премію Оскар, поступившись лише американській акторці Дженніфер Лоренс.
У 2020 році Сірша Ронан зіграла Шарлотту Мерчісон разом із Кейт Вінслет, яка зіграла палеонтологиню Мері Еннінг, у лесбійській драмі Френсіса Лі «Амоніт» про романтичні стосунки двох жінок у 1840-х на тлі палеонтологічних відкриттів та неможливості стати науковицями. Дві акторки тісно співпрацювали над проєктом і працювали над власними сценами сексу. Стів Понд із «TheWrap» вважав, що це «найбільш зрілий виступ у чудовій кар'єрі Сірші Ронан».

### Після 2021: найближчі проєкти
У наступному фільмі Ронан возз'єднається з Весом Андерсоном, кінокартина матиме назву «Французький вісник» про американських журналістів у Франції.
У листопаді 2020 року було оголошено, що Ронан отримала роль констебля Сталкера разом із Семом Роквеллом у ролі інспектора, які розкривають вбивство навколо голлівудського виробництва у Лондоні 1950-х років. Фільм ще не отримав назви, хоча відомо, що там також зіграють Девід Оєлово та Едрієн Броуді.
У 2021 році було оголошено, що Сірша Ронан повернеться до театру, на цей раз дебютувавши на сцені у Великій Британії, виступаючи у відродженій трагедії «Макбет», та зіграє роль Леді Макбет. Вистава повинна почати виходити в лондонському театрі «Алмейда», починаючи з жовтня 2021 року.

## Особисте життя
Ронан має подвійне громадянство — ірландське та американське: «Я не знаю, звідки я. Я просто ірландка». Однак вона також позиціонує себе як жителька Нью-Йорка.
Вона близька з батьками, прожила з ними до 19 років. Станом на січень 2018 року Сірша Ронан проживала в Ірландії, володіючи будинком у Грейстонс, графство Віклов. 

Акторка не користується соцмережами, вважаючи їх «занадто напруженими». Раніше вона приєдналася до Twitter наприкінці 2009, будучи шанувальницею коміка Стівена Фрая, чиє інтенсивне використання сайту було добре задокументоване, але незабаром видалила свій акаунт. В інтерв'ю в лютому 2018 висловилася з теми:
«Я розумію, чому це роблять музиканти та журналісти чи люди в очах громадськості. Але акторська справа — це зовсім інше, тому що ти не сам, коли працюєш. Я не я в будь-чому, якщо хтось бачить мене. Тож для мене зайти в Twitter і написати: „О, у мене був важкий день“ або „Боже, у мене такий головний біль“, не думаю, що люди повинні це бачити. Самореклама завжди змушувала мене почувати себе по-справжньому незручно».
Сірша Ронан — амбасадорка Ірландського товариства запобігання жорстокому поводженню з дітьми.
Її пов'язують із кампанією «Дім, милий дім», що бореться з проблемою бездомності. Ронан підтримала акцію організації щодо незаконного заволодіння офісною будівлею в Дубліні для розміщення 31 бездомної сім'ї у 2016 році.
Того ж року знялася у кліпі гурту Hozier на пісню «Cherry Wine», покликаній привернути увагу до домашнього насильства.
З 2024 року одружена з шотландським актором Джеком Лоуденом.

## Зображення у ЗМІ
Еріка Вагнер із Harper's Bazaar охарактеризувала персону Сірші Ронан поза екраном як «жваву, веселу та теплу», тоді як Ванесса Торп із The Guardian визнала її «невибагливою».
У 2016 році Ронан була представлена Forbes у їх двох списках «30 до 30 років» «Списку лідерів наступного покоління».
У 2018 році потрапила до списку «Hot 100» від міжнародного журналу Maxim і опинилася серед найкращих американських акторів до 30 років за версією IndieWire.
У 2020 році вона зайняла в 6-ту позицію у списку The Irish Times «найкращих кіноакторів Ірландії усіх часів».
За рейтингом модного вебсайту Net-a-Porter Ронан була визнана однією з найкраще одягнених жінок у 2018 році. Того ж року Келвін Кляйн призначив її та Люпіту Ніонго обличчям лінії від Рафа Сімонса під назвою «Жінки», його першого аромату для компанії.
На підтримку сталої моди Ронан одягла до Оскара 2020 сукню, зроблену з надлишкової тканини сукні, яку вона одягла на премію Британської Кіноакадемії.

## Фільмографія

### Фільми
| Рік  |    | Українська назва             | Оригінальна назва                              | Роль                               |
| ---- | -- | ---------------------------- | ---------------------------------------------- | ---------------------------------- |
| 2007 | ф  | Різдвяне диво Джонатана Тумі | англ. The Christmas Miracle of Jonathan Toomey | Селія Хардвік                      |
| 2007 | ф  | Спокута                      | англ. Atonement                                | Брайоні Талліс в дитинстві         |
| 2007 | ф  | Я ніколи не буду твоєю       | англ. I Could Never Be Your Woman              | Іззі                               |
| 2007 | ф  | Смертельний номер            | англ. Death Defying Acts                       | Бенджі МакГарві                    |
| 2008 | ф  | Місто Ембер                  | англ. City of Ember                            | Ліна Мейфліт                       |
| 2009 | ф  | Милі кості                   | англ. The Lovely Bones                         | Сюзі Селмон                        |
| 2010 | ф  | Шлях додому                  | англ. The Way Back                             | Ірена                              |
| 2010 | а  | Позичайка Аріетті            | англ. Karigurashi no Arrietty                  | Аріетті                            |
| 2011 | ф  | Ханна. Ідеальна зброя        | англ. Hanna                                    | Ханна Хеллер                       |
| 2011 | ф  | Віолет і Дейзі               | англ. Violet & Daisy                           | Дейзі                              |
| 2012 | ф  | Візантія                     | англ. Byzantium                                | Елеанор Уебб                       |
| 2013 | ф  | Гостя                        | англ. The Host                                 | Мелані Страйдер/Мандрівниця (Анні) |
| 2013 | ф  | Як я тепер кохаю             | англ. How I Live Now                           | Дейзі                              |
| 2013 | мф | Джастін і лицарі доблесті    | англ. Justin and the Knights of Valour         | Талія                              |
| 2014 | ф  | Готель «Гранд Будапешт»      | англ. The Grand Budapest Hotel                 | Агата                              |
| 2014 | ф  | Маппети 2                    | англ. Muppets Most Wanted                      | Камео                              |
| 2014 | ф  | Як спіймати монстра          | англ. Lost River                               | Рет                                |
| 2015 | ф  | Стокгольм, Пенсільванія      | англ. Stockholm, Pennsylvania                  | Лея                                |
| 2015 | ф  | Бруклін                      | англ. Brooklyn                                 | Елліс Лейсі                        |
| 2017 | мф | З любов'ю, Вінсент           | англ. Loving Vincent                           | Маргеріт Ґаше                      |
| 2017 | ф  | Леді-Птаха                   | англ. Lady Bird                                | Крістін «Леді-Птаха» Макферсон     |
| 2018 | ф  | Марія — королева Шотландії   | англ. Mary Queen of Scots                      | Марія I Стюарт                     |
| 2019 | ф  | Маленькі жінки               | англ. Little Women                             | Джо Марч                           |
| 2020 | ф  | Амоніт                       | англ. Ammonite                                 | Шарлотта Мерчісон                  |
| 2021 | ф  | Французький вісник           | англ. The French Dispatch                      | таємнича жінка                     |
| 2022 | ф  | Як вони біжать               | англ. See How They Run                         | Констебль Сталкер                  |
| 2023 | ф  | Ворог                        | англ. Foe                                      | Ген                                |
| 2024 | ф  | Втеча                        | англ. The Outrun                               | Рона                               |
| 2024 | ф  | Бліц                         | англ. Blitz                                    | Ріта                               |
| TBA  | ф  |                              | англ. Bad Apples                               | Марія                              |

### Телебачення
| Рік       |    | Українська назва                  | Оригінальна назва         | Роль                                 |
| --------- | -- | --------------------------------- | ------------------------- | ------------------------------------ |
| 2003—2004 | с  | Клініка                           | англ. The Clinic          | Ріанон Джерайті (4 епізоди)          |
| 2005      | с  | Доказ                             | англ. The Proof           | Орла Боланд (4 епізоди)              |
| 2014      | мс | Робоцип                           | англ. Robot Chicken       | різні ролі (2 епізоди)               |
| 2017      | с  | Суботнього вечора в прямому ефірі | англ. Saturday Night Live | гість (Епізод: «Saoirse Ronan / U2») |

## Нагороди та номінації
| Нагорода                       | Рік  | Категорія                                  | Робота                  | Результат |
| ------------------------------ | ---- | ------------------------------------------ | ----------------------- | --------- |
| Оскар                          | 2008 | Найкраща жіноча роль другого плану         | Спокута                 | Номінація |
| Оскар                          | 2016 | Найкраща жіноча роль                       | Бруклін                 | Номінація |
| Оскар                          | 2018 | Найкраща жіноча роль                       | Леді-Птаха              | Номінація |
| Оскар                          | 2020 | Найкраща жіноча роль                       | Маленькі жінки          | Номінація |
| BAFTA Film Awards              | 2008 | Найкраща жіноча роль другого плану         | Спокута                 | Номінація |
| BAFTA Film Awards              | 2010 | Найкраща жіноча роль                       | Милі кості              | Номінація |
| BAFTA Film Awards              | 2016 | Найкраща жіноча роль                       | Бруклін                 | Номінація |
| BAFTA Film Awards              | 2018 | Найкраща жіноча роль                       | Леді-Птаха              | Номінація |
| BAFTA Film Awards              | 2020 | Найкраща жіноча роль                       | Маленькі жінки          | Номінація |
| Золотий глобус                 | 2008 | Найкраща жіноча роль другого плану         | Спокута                 | Номінація |
| Золотий глобус                 | 2016 | Найкраща жіноча роль — драма               | Бруклін                 | Номінація |
| Золотий глобус                 | 2018 | Найкраща жіноча роль — комедія або мюзикл  | Леді-Птаха              | Перемога  |
| Золотий глобус                 | 2020 | Найкраща жіноча роль — драма               | Маленькі жінки          | Номінація |
| Премія Гільдії кіноакторів США | 2015 | Найкращий акторський склад в ігровому кіно | Готель «Гранд Будапешт» | Номінація |
| Премія Гільдії кіноакторів США | 2016 | Найкраща жіноча роль                       | Бруклін                 | Номінація |
| Премія Гільдії кіноакторів США | 2018 | Найкраща жіноча роль                       | Леді-Птаха              | Номінація |
| Премія Гільдії кіноакторів США | 2018 | Найкращий акторський склад в ігровому кіно | Леді-Птаха              | Номінація |
| Супутник                       | 2007 | Найкраща акторка другого плану             | Спокута                 | Номінація |
| Супутник                       | 2016 | Найкраща кіноакторка                       | Бруклін                 | Перемога  |
| Супутник                       | 2018 | Найкраща кіноакторка                       | Леді-Птаха              | Номінація |
| AACTA International Awards     | 2016 | Найкраща жіноча роль                       | Бруклін                 | Номінація |
| AACTA International Awards     | 2018 | Найкраща жіноча роль                       | Леді-Птаха              | Номінація |
| AACTA International Awards     | 2020 | Найкраща жіноча роль                       | Маленькі жінки          | Перемога  |
| AACTA International Awards     | 2021 | Найкраща жіноча роль другого плану         | Амоніт                  | Номінація |